# Ministerpräsident (Polen)
Der Präsident des Ministerrates (polnisch amtlich Prezes Rady Ministrów, informell Premier; deutsch auch Premierminister oder Ministerpräsident) ist der Regierungschef Polens. Amtierender Ministerpräsident ist seit dem 13. Dezember 2023 Donald Tusk.

## Kompetenzen und Befugnisse
Laut Artikel 148, 149 und 161 der aktuellen Verfassung von 1997 hat der Ministerpräsident die folgenden Kompetenzen und Befugnisse:
- er vertritt den Ministerrat
- leitet die Arbeit des Ministerrates
- erlässt Rechtsverordnungen
- gewährleistet die Durchführung der Politik des Ministerrates und bestimmt die Weise ihrer Durchführung
- koordiniert und kontrolliert die Arbeit der Mitglieder des Ministerrates
- übt die Aufsicht über die örtliche Selbstverwaltung in den von der Verfassung und von den Gesetzen bestimmten Grenzen und Formen aus
- ist Dienstvorgesetzter aller Beamten der Regierungsverwaltung
- überträgt Aufgaben an die einzelnen Minister
- kann gegenüber dem Ministerrat beantragen, Rechtsverordnungen oder Anordnungen eines einzelnen Ministers aufzuheben
- schlägt dem Präsidenten Änderungen an der Besetzung des Ministerrates vor

## Ernennung und Wahl
Laut Artikel 154 der Verfassung bestimmt der Präsident der Republik Polen den Ministerpräsidenten, welcher darauffolgend die Mitglieder des Ministerrates vorschlägt. Der Präsident muss innerhalb von 14 Tagen nach der Konstituierung des Sejm den Ministerpräsidenten und die Mitglieder des Ministerrates zusammen einberufen, um deren Eid abzunehmen. Innerhalb von 14 Tagen nach der Berufung durch den Präsidenten stellt der Ministerpräsident dem Sejm das Arbeitsprogramm des Ministerrates vor und beantragt, ihm das Vertrauen auszusprechen. Das Vertrauen wird vom Sejm mit absoluter Stimmenmehrheit in Anwesenheit von mindestens der Hälfte der gesetzlichen Abgeordnetenzahl ausgesprochen.
Wird der Ministerpräsident nicht vom Präsidenten innerhalb der Frist einberufen oder wird ihm durch den Sejm nicht das Vertrauen ausgesprochen, so wählt der Sejm nach Ablauf der beiden 14-tägigen Fristen ebenfalls innerhalb von 14 Tagen einen Ministerpräsidenten und die von ihm vorgeschlagenen Mitglieder des Ministerrates mit absoluter Stimmenmehrheit. Danach beruft der Präsident wiederum den Ministerpräsidenten und die Mitglieder des Ministerrates zusammen ein, um deren Eid abzunehmen.
Tritt ein neugewählter Sejm zusammen, dann muss der bisher amtierende Ministerpräsident laut Artikel 162 der Verfassung den Rücktritt des Ministerrates anbieten. Der Präsident nimmt daraufhin den Rücktritt des Ministerrates entgegen und verpflichtet ihn, die Amtsgeschäfte bis zur Berufung des neuen Ministerrates weiterzuführen. Der Präsident kann die Annahme des Rücktritts des Ministerrates auch verweigern, wenn der Ministerpräsident zusätzlich seinen eigenen Rücktritt anbieten sollte.

## Amtseid
Der Ministerpräsident, seine Stellvertreter und die Minister haben laut Artikel 151 der Verfassung vor dem Präsidenten der Republik Polen folgenden Eid zu leisten:

„Obejmując urząd Prezesa Rady Ministrów (wiceprezesa Rady Ministrów, ministra), uroczyście przysięgam, że dochowam wierności postanowieniom Konstytucji i innym prawom Rzeczypospolitej Polskiej, a dobro Ojczyzny oraz pomyślność obywateli będą dla mnie zawsze najwyższym nakazem.“

„Ich trete das Amt des Vorsitzenden des Ministerrates (des stellvertretenden Vorsitzenden des Ministerrates, des Ministers) an und schwöre feierlich, dass ich den Bestimmungen der Verfassung und dem Recht der Republik Polen treu bleiben werde und dass das Wohl des Vaterlandes und das Wohlergehen der Staatsbürger mir immer die höchste Pflicht sein werden.“

Dem Eid kann außerdem noch folgender Satz hinzugefügt werden:

„Tak mi dopomóż Bóg.“

„So wahr mir Gott helfe.“

## Misstrauensantrag und Rücktritt
Die Vorgaben für einen Misstrauensantrag sind im Artikel 158 der Verfassung festgelegt. Demnach können mindestens 46 Abgeordnete einen Misstrauensantrag im Sejm stellen und müssen dabei zugleich einen neuen Kandidaten für das Amt des Ministerpräsidenten benennen. Der Antrag gilt als angenommen, wenn die Mehrheit der gesetzlichen Zahl der Abgeordneten dafür gestimmt hat. Ein Antrag kann frühestens 7 Tage nach Einbringung zur Abstimmung gestellt werden. Ein erneuter Antrag ist frühestens 3 Monate nach Einbringung des vorigen Antrags möglich.
Bei einem erfolgreichen Misstrauensvotum muss dann die gesamte Regierung zurücktreten und der Präsident bestimmt den neuen Ministerpräsidenten. Dieser muss sich dann mit seinem Kabinett im Sejm der Vertrauensfrage stellen. Sollte keine neue Regierung das Vertrauen des Sejm erhalten, müssen Neuwahlen stattfinden, welche durch den Präsidenten angesetzt werden.